# Johann Kompalla
Johann Kompalla (ur. 23 czerwca 1879 w Chropaczowie, zm. w XX wieku) – polityk mniejszości niemieckiej w II RP (KVP), poseł na Sejm Śląski II kadencji.

## Życiorys
Johann Kompalla uczęszczał do szkoły elementarnej w Górnych Łagiewnikach (ob. Chorzów) i kształcił się jako kupiec w ówczesnym Guttentag. Pracował jako brygadzista w odlewni żeliwa Hubertushütte, a od 1905 r. jako robotnik w Schlesische AG., wydziale walcowni cynku w Chropaczowie.
Podczas I wojny światowej odbył służbę wojskową i przez trzy i pół roku służył we Francji, a przez rok w Rosji.
Po 1922 roku Johann Kompalla był członkiem i działaczem partii niemieckiej na polskim Śląsku. W 1930 został wybrany posłem do Sejmu Śląskiego II kadencji.